# 혼인 성씨
혼인 성씨(婚姻 姓氏, married name)는 결혼을 했을 때 남편 혹은 부인의 성씨를 따라 바꾼 성씨이다. 결혼 전의 성씨는 혼전 성씨(婚前 姓氏, maiden name)이라고 한다. 대개 여자가 남자의 성을 따라가고 결혼 후 여자가 남자의 성을 따르지만, 남자가 여왕이나 여제 등의 고위급 왕족과 결혼한 경우 남자가 여자의 성을 따르는 경우도 있다. 다만 아내쪽이 고위급 왕족이 아니더라도 서열이 남편보다 더 높은 귀족일 경우 혼인성씨를 따르지 않는다. 혼인 성씨가 법으로 정해진 나라에서도 다양한데, 오스트리아, 브라질, 일본 등에서는 무조건 따라야 하고, 미국이나 캐나다 등에서는 혼전 성씨와 혼인 성씨 중 하나를 택할 수 있으며, 러시아와 중국에서는 협의 하에 한쪽의 성씨로 바꾼다. 현재 대한민국에서는 혼인 성씨를 사용하지 않는다.

## 같이 보기
- 성씨
- 양성 쓰기